# Sawara
Sawara (jap. 佐原市 Sawara-shi) – byłe miasto w środkowej części Japonii (prefektura Chiba) na wyspie Honsiu.
W marcu 1951 Sawara-machi, po przyłączeniu terenów miasta Katori oraz wsi Higashiōto i Kasai, zostało przemianowanie na Sawara-shi.
27 marca 2006 roku Sawara, razem z miasteczkami Kurimoyo, Omigawa i Yamada (z powiatu Katori), w wyniku czego powstało miasto Katori.